# Per Bregengaard
Per Bregengaard (født 31. oktober 1950) er en dansk venstrefløjsaktivist og politiker, der har været skoleborgmester i Københavns Kommune.
Bregengaard er uddannet cand.mag. i samfundsfag, historie og u-landspædagogik og arbejdede i en lang årrække som gymnasielærer på Køge Gymnasium. Han gjorde uddannelsespolitik og pædagogik til sit speciale og underviste i en periode i disse fag på RUC. I 1988 blev han valgt til Københavns Borgerrepræsentation for Venstresocialisterne og gik siden over til Enhedslisten, som han i 1998-2005 var skoleborgmester for.
Per Bregengaard var i 1980 aktiv i Nørrebros Beboeraktion – Blågårdsgade og deltog i kampen om Byggeren, hvilket han to år senere beskrev i en bog.

## Ungdoms- og uddannelsesborgmester
I 2002 opfordrede Bregengaard de københavnske skoler til at skrive "religion" på skoleskemaet, selv om fagets officielle navn er kristendomskundskab, hvilket førte til kritik.
I januar 2005 blev Bregengaard beskyldt for nepotisme i forbindelse med, at begge hans børn var blevet ansat i den forvaltning, han var chef for. I begge tilfælde havde borgmesteren på forhånd spurgt i forvaltningen, om der var en ledig stilling til hans børn. Kommunens revisionsdirektorat udtrykte efterfølgende kritik af Bregengaards optræden i sagen, og han fik tildelt en næse af sit eget parti.

## Senere aktiviteter
I februar 2007 meddelte Bregengaard, at han ville trække sig fra Borgerrepræsentationen. Meddelelsen kom samtidig med store protester blandt lærere og elever mod en spareplan, som igen fulgte i kølvandet på et regnskabsmæssigt rod i forvaltningen i Bregengaards borgmestertid.
Bregengaard sidder i bestyrelsen for MFRs Venner, en venskabsforening til den senegalesiske bondebevægelse Association Nationale des Maisons Familiales Rurales (ANMFR). Han gennemførte i 1987 et forskningsprojekt om MFRs pædagogik finansieret af Forskningsrådet for U-landsforskning: Vejleder i uddannelse til omgivelserne og har skrevet en række artikler om MFR og Senegal.

## Udgivelser
- (sammen med Jørgen Lerche Nielsen, Henrik Søborg): Gymnasieskolen. NSU 1975.
- (sammen med Jørgen Lerche Nielsen, Lisbeth Magnussen & Kjeld Mazanti Sørensen), Skolen i samfundet, København: Samfundsfagsnyt 1979. ISBN 87-87781-05-0
- (sammen med Marianne Möss, Pia Weise Pedersen): Grabberne væk fra Byggeren. Børnebog. Røde Hane 1980.
- (sammen med Ulla Søgaard Thomsen), Erfaringer fra Byggeren, Forlaget Mjølner 1982. ISBN 87-87721-09-0
- Problemer, problemer. - menneske og samfund. Samfundsfagsnyt 1983.
- (sammen med Jørgen Lerche Nielsen, Lisbeth Magnussen, Keld Mazanti Sørensen. Skolen i en krisetid. Samfundsfagsnyt 1984.
- (sammen med Birgitta Gervig, Hanne Liveng) Oumar Dia: Yakaré. Systime 1986
- (sammen med Pia Weise Pedersen): Midt i Afrika. Børnebog. Mallings 1986.
- (sammen med Pia Weise Pedersen: Kendskab - Venskab. Ideer til arbejdet med forskellige kulturer i indskolingen. Geografforlaget 1994
- Vinger og rødder - Jorden rundt med familien. Hjulet 1996
- (sammen med Margit Kjeldgaard) Den politiske forbruger – i den store verden!, Colombus 1999. ISBN 87-89159-71-3
- Skolepolitik. Kroghs forlag 2000
- Integrationspolitik – børn og unge på vej til et multikulturelt præget fællesskab, Kroghs Forlag 2001. ISBN 87-624-0148-3
- En fortælling om skabelsen, historien og skæbnen - Et bidrag til politisk dannelse og personlige livsanskuelser i det 21. århundrede. Frydenlund 2013
- Et feministisk blik på økonomi - et bidrag til kritikken af nationaløkonomien og til udviklingen af en demokratisk, rød-grøn omstillingspolitik. Solidaritet 2018
- Finansministerens højreorienterede regnemaskine - en politisk indføring i Enhedslistens rapport: "Den politiske regnemaskine" og debatten som fulgte efter. Solidaritet 2018.
- (sammen med Søren Kolstrup): Fra en farlig til en samfundsnyttig finanssektor - en politisk indføring i Enhedslistens rapport: En finanssektor, som tjener flertallet efterfulgt af kommentarer. Solidaritet 2019.